# Pietro Calabrese
Pietro Calabrese (Roma, 8 maggio 1944 – Roma, 12 settembre 2010) è stato un giornalista italiano.

## Biografia
Nacque a Roma da genitori palermitani, Giovanna Voltaggio e Salvatore Calabrese. Trascorse l'infanzia e l'adolescenza tra Palermo e Roma, dove studiò nel prestigioso Collegio San Giuseppe - Istituto De Merode, in piazza di Spagna. Dopo la laurea in giurisprudenza, nel 1969 entrò alla Camera dei deputati come borsista, per poi diventare funzionario parlamentare. In seguito, lasciò l'amministrazione di Montecitorio per dedicarsi a tempo pieno alla professione giornalistica. Giornalista professionista dal 1974, vinse un concorso per tre assunzioni all'agenzia ANSA, dove cominciò a lavorare.
Per otto anni fu corrispondente prima dell'ANSA e poi de Il Messaggero, rispettivamente a Madrid (due anni), Parigi (quattro anni) e Bruxelles (due anni), quindi divenne inviato speciale del quotidiano romano.
Nel 1988 venne nominato redattore capo, responsabile del servizio cultura de Il Messaggero. Nel 1990 lasciò il quotidiano romano, e fino al 1993 fu capo del servizio arti e spettacoli de L'Espresso. Rientrò a Il Messaggero nel 1993 come redattore capo centrale. Nel 1995 fu promosso vicedirettore, eletto dai redattori su designazione del direttore Giulio Anselmi. Ricoprì l'incarico di vicedirettore unico fino all'inizio del 1996, quando lasciò temporaneamente Il Messaggero per assumere un ruolo extragiornalistico come responsabile del Comitato per la candidatura di Roma per le Olimpiadi del 2004.
Nel giugno 1996 fu nominato direttore responsabile de Il Messaggero, incarico che ricoprì fino al settembre 1999. In quei tre anni mise insieme una squadra formidabile di giovani giornalisti, molti dei quali negli anni successivi sono diventati direttori di giornali e inviati di rango. Tra loro Giuseppe Di Piazza, direttore di Max e di Sette del Corriere della Sera; Umberto La Rocca, prima vicedirettore della Stampa e poi direttore del Secolo XIX; Fabrizio Paladini, direttore di Metro; Giuseppe Rossi, direttore di Leggo; Rita Pinci, vicedirettore del Messaggero, poi direttore di Specchio della Stampa, poi vicedirettore di Panorama, da ultimo responsabile di Donne Chiesa Mondo, il mensile femminile dell'Osservatore Romano; Stefano Barigelli, vicedirettore della Gazzetta dello Sport e poi vicedirettore del Messaggero e infine direttore della Gazzetta dello Sport; Giancarlo Minicucci, direttore del Quotidiano di Lecce; Paolo Traini, direttore del Corriere Adriatico; Virman Cusenza, direttore prima del Mattino, poi del Messaggero. La più giovane della squadra, Fiorenza Sarzanini, è diventata negli anni il primo inviato di cronaca giudiziaria del Corriere della Sera, quindi vicedirettore del quotidiano milanese. Nel periodo della sua direzione il quotidiano romano toccò l'indice più alto di vendite della sua storia, arrivando a trecentomila copie vendute giornalmente, secondo quanto riportato dal mensile Prima Comunicazione. Successivamente, passò alla Rai, dove guidò la Divisione TV Canale 3 e Offerte collegate, ruolo di prestigio ma di scarsa operatività. Lasciò quindi viale Mazzini e si trasferì a Milano per la RCS, che gli affidò dapprima la direzione del portale Hdpnet e quindi la direzione del mensile Capital.
All'uscita di Candido Cannavò dalla Gazzetta dello Sport, la RCS decise di puntare su risorse interne al gruppo e affidò a Calabrese il primo quotidiano sportivo italiano. Sotto la sua direzione la 'rosea' guadagna copie e pubblicità e per tre anni segna utili nel bilancio.
Nel 2004 diventò direttore del settimanale Panorama, in sostituzione di Carlo Rossella.
L'11 ottobre 2007 lasciò la direzione del settimanale, che venne affidata a Maurizio Belpietro. Contestualmente, fu nominato dall'allora sindaco di Roma Walter Veltroni membro del consiglio di amministrazione della Fondazione Cinema, che organizza la Festa del Cinema di Roma. Si dimise il 29 aprile 2008, in coerenza con i risultati delle elezioni amministrative che videro l'affermazione di Gianni Alemanno a sindaco della Capitale. A partire dal settembre 2008, il suo nome compariva frequentemente fra i candidati alla presidenza della RAI.
Negli ultimi anni di vita ha tenuto diverse rubriche su alcuni periodici: Moleskine su Sette, Je n'ai pas oublié su Prima Comunicazione e Biblioteca indispensabile su Novella 2000. Su Io Donna ha tenuto la seguitissima rubrica "Diario di cani- Dialoghi di Pippo e Tuna tradotti in umanese".

### Vita privata
Dal 1993 era sposato con Barbara Pesce, medico radiologo. Sua figlia Costanza, nata dalla sua convivenza con Francesca Rutigliano, è giornalista dal 2005 ed è attualmente redattrice e conduttrice del TG5.
Nel novembre 2009, durante un'intervista televisiva, aveva fatto sapere di essere stato colpito da un tumore al polmone, raccontando il percorso intrapreso per curare e sconfiggere la malattia.

### Morte
È morto a Roma il 12 settembre 2010 alle 5.15 nella Clinica Paideia a causa della malattia.

### Omaggi
Gli è stato dedicato un asteroide, 10699 Calabrese.

## Opere
- Il nuovo regolamento della Camera dei Deputati - Giuffré 1973.
- Baarìa. Il film della mia vita, (con Giuseppe Tornatore), Rizzoli, 2009
- L'Albero dei mille anni, Rizzoli, 2010